# Волков Леонід Іванович
Леонід Іванович Волков (нар. 9 грудня 1934, Горький, РРФСР, СРСР — пом. 17 травня 1995, Москва, Росія) — радянський хокеїст, правий нападник. Олімпійський чемпіон. Заслужений майстер спорту (1964).

## Спортивна кар'єра
Вихованець горьківської хокейної школи. Виступав за команди «Торпедо» (Горький), ЦСКА і СКА МВО. У складі московських «армійців» — багаторазовий переможець чемпіонатів СРСР. Найбільш відомими його партнерами, на клубному рівні, були Анатолій Фірсов і Валентин Сенюшкін. В елітному дивізіоні чемпіонату СРСР провів приблизно 270 ігор, закинув 124 шайби.
У складі національної команди дебютував 13 грудня 1963 року. Товариська гра у Стокгольмі проти збірної Швеції завершилася перемогою з рахунком 4:2. Леонід Волков відзначився закинутою шайбою.
На Олімпіаді в Інсбруку, номінально третя, ланка Анатолій Фірсов — Віктор Якушев — Леонід Волков стала найрезультативнішою в радянській збірній (21 гол). Наступного сезону став переможцем чемпіонату світу у Фінляндії.
На Олімпійських іграх і чемпіонатах світу провів 14 матчів, набрав 15 очок (10+5). Всього в складі збірної СРСР провів 31 гру, 15 голів. Тричі входив до списку 34-х кращих хокеїстів країни (1963—1965). Нагороджений медаллю «За трудову відзнаку» (1965).
Закінчив Московський педагогічний інститут. Після завершення ігрової кар'єри викладав у військовій академії.

## Досягнення
- Олімпійські ігри

 Чемпіон (1): 1964
- Чемпіонат світу

 Чемпіон (2): 1964, 1965
- Чемпіонат Європи

 Чемпіон (2): 1964, 1965
- Чемпіонат СРСР

 Чемпіон (7): 1958, 1959, 1960, 1961, 1963, 1964, 1965
 Третій призер (1): 1962
- Кубок СРСР

 Переможець (1): 1961